# Inonhan
L’inonhan est une des langues bisayas parlée par 85 800 locuteurs (2000) dans la province de Romblon, dans l'île de Tablas et à Mindoro. Il est également appelé loocnon, looknon ou unhan (Loocnon est le nom d'une ville). Il est proche du bantoanon, odionganon, et du aklanon (93 %).